# Chambéria
Chambéria é uma comuna francesa na região administrativa de Borgonha-Franco-Condado, no departamento de Jura. Estende-se por uma área de 14,67 km². Em 2010 a comuna tinha 181 habitantes (densidade: 12,3 hab./km²).